# جان بيار سوفاج
جان بيار سوفاج (بالفرنسية: Jean-Pierre Sauvage)‏ هو كيميائي فرنسي ولد في يوم 21 أكتوبر 1944، تخصص في كيمياء الجزيئات الضخمة.
وفي سنة 2016 نال جائزة نوبل في الكيمياء مع كل من الإسكتلندي فريزر ستودارت والهولندي بين فيرينغا نتيجة أبحاثهم في «تصميم واصطناع الآلات الجزيئية».
وهو عضو في الأكاديمية الفرنسية للعلوم.

## جوائز
حصل على جوائز منها:
- جائزة نوبل في الكيمياء (2016)[11]
- CNRS silver medal (1988)
- CNRS bronze medal (1978)
- فارس وسام جوقة الشرف.

## روابط خارجية
- جان بيار سوفاج على موقع الموسوعة البريطانية (الإنجليزية)
- جان بيار سوفاج على موقع مونزينجر (الألمانية)